# NGC 3390
NGC 3390 ist eine Spiralgalaxie vom Hubble-Typ Sb im Sternbild Wasserschlange am Südsternhimmel. Sie ist schätzungsweise 127 Millionen Lichtjahre von der Milchstraße entfernt.
Das Objekt wurde am 29. April 1834 von John Herschel entdeckt.

## NGC 3390-Gruppe (LGG 215)
| Galaxie   | Alternativname | Entfernung/Mio. Lj |
| --------- | -------------- | ------------------ |
| NGC 3390  | PGC 32271      | 132                |
| PGC 31841 | ESO 437-042    | 109                |
| PGC 32039 | ESO 437-056    | 123                |